# Plavé Vozokany
Plavé Vozokany (Hongaars: Fakóvezekény) is een Slowaakse gemeente in de regio Nitra, en maakt deel uit van het district Levice.
Plavé Vozokany telt 911 inwoners.